# 中国—东盟建立对话关系15周年纪念峰会
中国－东盟建立对话关系15周年纪念峰会于2006年10月30日在中国广西南宁举行。中国国务院总理温家宝在会议开幕式上致欢迎辞。出席峰会的还有柬埔寨首相洪森、新加坡总理李显龙、老挝政府总理波松·布帕万、马来西亚首相阿都拉·巴达威、 越南总理阮晋勇、缅甸总理梭温、菲律宾总统阿罗约、印度尼西亚总统苏西洛、泰国总理素拉育、文莱苏丹博尔基亚等东盟十国领导人及东盟秘书长王景荣。
会后，与会各国领导人共同签署了《中国-东盟纪念峰会联合声明——致力于加强中国-东盟战略伙伴关系》的联合申明。
与峰会同时进行的还有第三届中国－东盟博览会，第三届中国－东盟商务与投资峰会和2006南宁国际民歌节。